# NGC 6425
NGC 6425 est un amas ouvert situé dans la constellation du Scorpion. Il a été découvert par l'astronome britannique John Herschel en 1834.
Selon la classification des amas ouverts de Robert Trumpler, cet amas renferme moins de 50 étoiles (lettre p) dont la concentration est forte (I) et dont les magnitudes se répartissent sur un petit intervalle (le chiffre 1). D'après les données du catalogue Lynga, la classification est de NGC 6425 est II1m, soit une concentration moyenne et de 50 à 100 étoiles. Cependant, toujours d'après Lynga, l'amas est composé de 35 étoiles ce qui est en contradiction avec sa classification, ce qui est assez fréquent.

## Observation
Avec une magnitude visuelle de 7,2, on peut observer l'amas avec de petites jumelles.

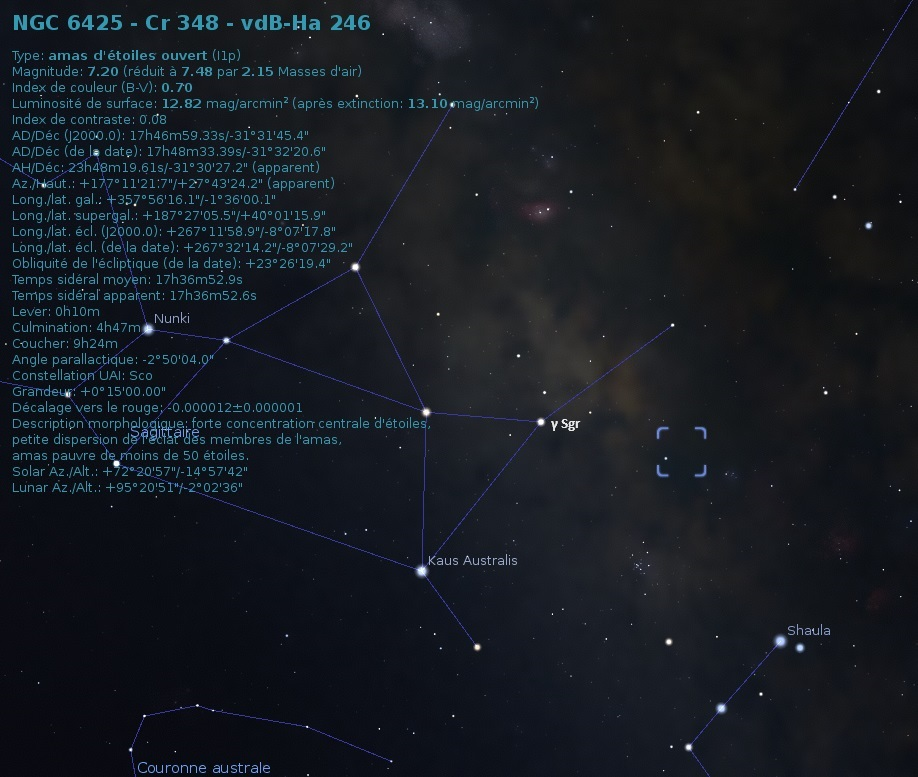
Localisation de NGC 6425 dans la constellation du Scorpion.

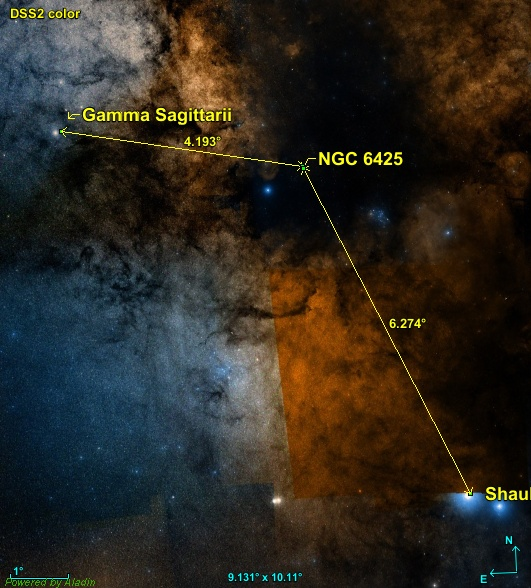
Position de NGC 6425 par rapport à deux étoiles du Scorpion.

NGC 6425 est situé à environ 6,3 degrés au nord-est de l'étoile Shaula (Lambda Scorpii) et 4,2 degrés au sud-ouest de Gamma Sagittarii.

## Caractéristiques
Certaines caractéristiques apparaissent sur la base de données Simbad, mais une publication très récente (2023) basée sur les mesures de la parallaxe par le satellite Gaia a permis une mise à jour importante des données. Les données du « GAIA EARLY DATA RELEASE 3 (GAIA EDR3) » ont également permis aux auteurs (Almeida, Monteiro et Dias) de cette publication d'estimer la masse de 773 amas ouverts, dont celle de NGC 6425 qui est de 415 ± 83 {\displaystyle M_{\odot }}.

### Distance, taille et vitesse
Cet amas est à 969 ± 11 pc du système solaire.
La base de données Simbad indique cinq valeurs de la distance: 1 018,59 pc, 976,0 pc, 777 pc, 952 ± 37 pc et 778 pc . La distance moyenne de cet échantillon est de 900 ± 115 pc (∼2 940 al), ce qui est compatible, mais inférieure à la distance proposée par Almeida, Monteiro et Dias.
La taille apparente de l'amas 5′, ou 5,4′ (5,2 ± 0,2') ce qui, compte tenu de la distance de 1 572 ± 64 pc et grâce à un calcul simple, équivaut à une taille réelle de 7,8 ± 0,6 al.
Cinq vitesses sont aussi indiquées sur la base de données Simbad. Quatre de ces vitesses sont semblables et elles indiquent que l'amas s'approche de nous: −3,35 ± 0,7 km/s, −3,50 ± 0,2 km/s, −3,126 ± 0,439 km/s et −3,07 ± 0,78 km/s. La vitesse moyenne de cet échantillon est de −3,26 ± 0,20 km/s. La cinquième valeur n'est pas compatible avec les quatre première, car selon celle-ci l'amas s'éloigne de nous, et de plus, avec une valeur de 5,4 ± 12,1 km/s, elle est très imprécise.

### Métallicité
Simbad rapporte deux valeurs de la métallicité, soit -0,030 et 0,16. Selon Almeida et ses collègues, la métallicité de l'amas est égale à 0,050 ± 0,059. Selon cette valeur, le pourcentage d'éléments lourds (plus lourd que l'hydrogène et l'hélium) de cet amas serait compris entre 98% et 129% (100,050 ± 0,059) de celui du Soleil.

### Âge
Webda et Lynga indiquent un âge de 22 millions d'années (log10=7,347),, ce qui est totalement différent des 545 millions d'années proposées par Almeida et ses collègues.

## Étoile
NGC 6425 renferme au moins une étoile traînarde bleue, de type spectral A Be.
Simbad montre aussi un bouton nommé Children. En cliquant sur ce bouton, on atteint une section de cette base de données qui renferme un tableau contenant 224 entrées pour NGC 6425. Cependant, des étoiles (les Children) peuvent apparaître plusieurs fois dans la deuxième colonne du tableau, d'où le nombre de liens bibliographiques qui est supérieure au nombre d'étoiles. La quatrième colonne de ce tableau indique la probabilité que l'étoile appartienne à l'amas. En cliquant sur le titre de cette colonne, on peut classer la probabilité par ordre croissant ou décroissant. En cliquant sur la désignation de l'étoile, on atteint la page de Simbad qui résume ses propriétés.